# دين براون (صحفي رياضي)
دين براون (بالإنجليزية: Dean Brown)‏ هو صحفي رياضي أمريكي، ولد في 3 نوفمبر 1961.